# Rehbach (Michelstadt)
Rehbach ist ein Stadtteil von Michelstadt im südhessischen Odenwaldkreis.

## Geografie
Das Dorf Rehbach liegt im Buntsandstein-Odenwald, ca. 6,5 km nordwestlich von Erbach und 4,8 km nordwestlich der Kernstadt. Das Gebiet des Stadtteils besteht aus der Gemarkung Rehbach mit einer Fläche von 1028 Hektar, davon sind 472 Hektar Wald. Die Ortslage befindet sich auf 273 bis 300 m ü. NHN und der höchste Punkt der Gemarkung ist mit 372 m der Heidenbuckel. In der Gemarkung liegen die folgenden aktuellen bzw. historischen Siedlungsplätze:
- Forsthaus Kohlgrube[4]
- Forsthaus Schloss Achtbuchen[5]

An den Stadtteil Rehbach grenzen, von Norden beginnend, im Uhrzeigersinn, der Ortsteil Langenbrombach der Gemeinde Brombachtal, der Stadtteil Zell der Stadt Bad König, die Michelstädter Stadtteile Steinbach, Steinbuch, die Mossautaler Ortsteile Unter-Mossau und Ober-Mossau sowie der Reichelsheimer Stadtteil Ober-Kainsbach. Durch den Ort verläuft die Bundesstraße 47, zwischen der Kernstadt Michelstadt und Beerfelden.

## Geschichte

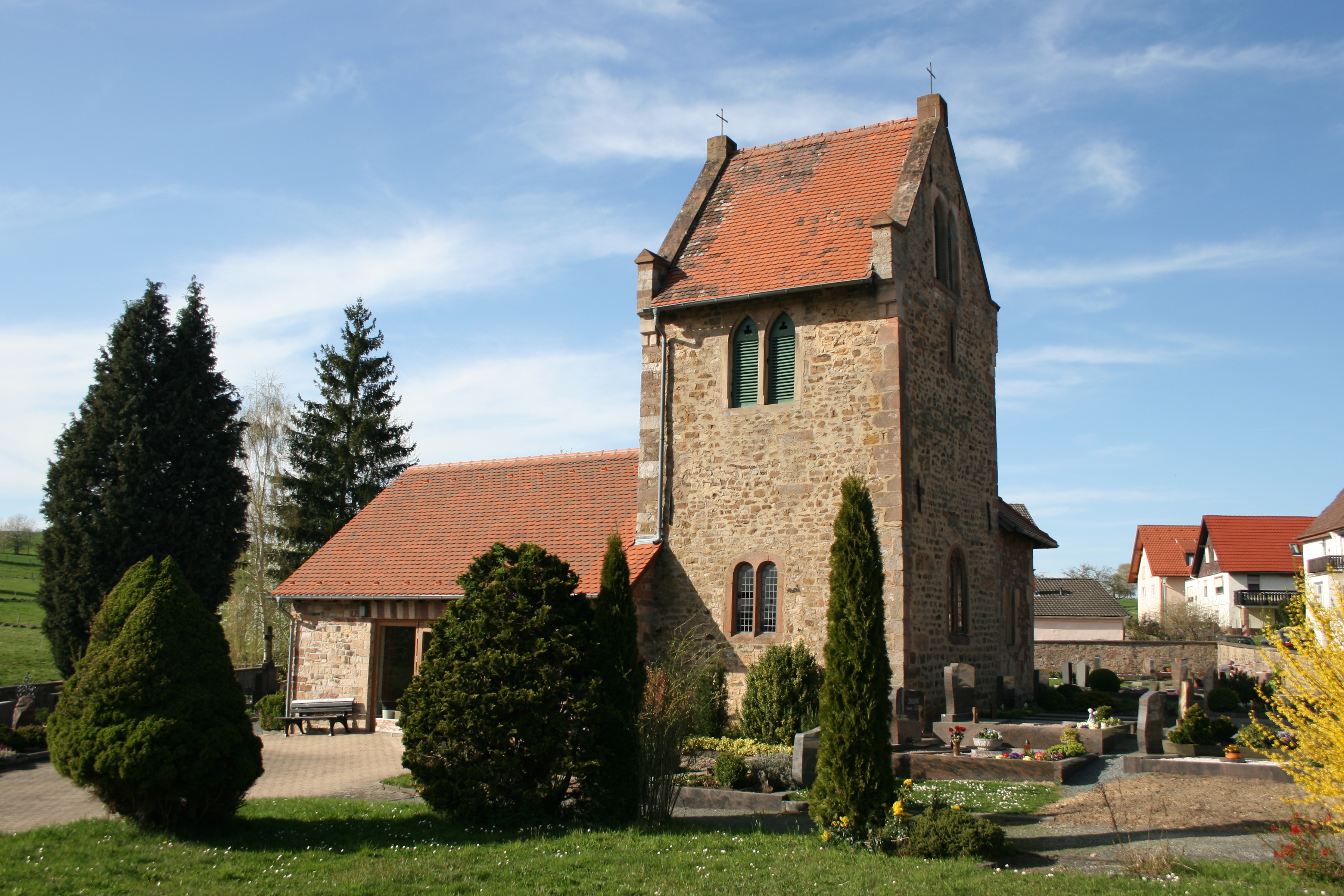
Erstmals urkundlich 1113 erwähnt, ist die Rehbacher Kirche eines der ältesten Kirchenbauwerke des Odenwalds.

### Ortsgeschichte
Die älteste erhaltene Erwähnung von Rehbach erfolgte 1095 im Lorscher Codex. Von 1113 stammt die älteste erhaltene Nennung der Rehbacher Kirche, die heute noch als Friedhofskapelle genutzt wird. Bei dem frühen Kirchenbau handelt es sich vermutlich um eine Eigenkirche, worauf Funde von Steinsarkophagen hindeuten, darunter die Grablege des vermuteten Stifterehepaares. Bei ihrer Ersterwähnung befand sich die Kirche bereits im Besitz der Propstei Michelstadt-Steinbach. Das Langhaus der Kirche wurde im 19. Jahrhundert abgebrochen, sodass heute nur noch der Chorturm mittelalterliche Substanz aufweist.

### Herrschafts- und Verwaltungsgeschichte
Rehbach gehörte 1806 zum Amt Fürstenau der Grafschaft Erbach-Fürstenau, als diese mit der Mediatisierung Teil des Großherzogtums Hessen wurde. Ab 1822 gehörte Rehbach zum Landratsbezirk Erbach, ab 1852 zum Kreis Erbach (ab 1939: „Landkreis Erbach“), der – mit leichten Grenzberichtigungen – seit 1972 Odenwaldkreis heißt. Zum 1. Dezember 1971 schloss sich die bis dahin selbständige Gemeinde Rehbach mit damals 292 Einwohnern anlässlich der Gebietsreform in Hessen freiwillig der Stadt Michelstadt an.
Wie für alle nach Michelstadt eingegliederten Gemeinden wurde auch für Rehbach ein Ortsbezirk eingerichtet.
Bis zur Trennung der Rechtsprechung von der Verwaltung waren die Ämter neben der Verwaltung auch für die Rechtsprechung (meist Niedere Gerichtsbarkeit bzw. Erste Instanz) zuständig. Nach Auflösung des Amtes Erbach 1822 nahm die erstinstanzliche Rechtsprechung für Rehbach das Landgericht Michelstadt wahr, ab 1879 das Amtsgericht Michelstadt.
Verwaltungsgeschichte im Überblick
Die folgende Liste zeigt die Staaten und Verwaltungseinheiten, denen Rehbach angehört(e):
- vor 1718: Heiliges Römisches Reich, Grafschaft Erbach, Amt Michelstadt (Zent Michelstadt)
- ab 1718: Heiliges Römisches Reich, Grafschaft Erbach (Erbach-Fürstenauer Linie), Amt Fürstenau
- ab 1806: Großherzogtum Hessen (Souveränitätslande),[Anm. 2] Fürstentum Starkenburg, Amt Fürstenau (zur Standesherrschaft Erbach gehörig)
- ab 1815: Großherzogtum Hessen[Anm. 3] (Souveränitätslande), Provinz Starkenburg, Amt Fürstenau (zur Standesherrschaft Erbach gehörig)
- ab 1820: Großherzogtum Hessen, Provinz Starkenburg, standesherrliches Amt Fürstenau
- ab 1822: Großherzogtum Hessen, Provinz Starkenburg, Landratsbezirk Erbach[Anm. 4]
- ab 1848: Großherzogtum Hessen, Regierungsbezirk Erbach
- ab 1852: Großherzogtum Hessen, Provinz Starkenburg, Kreis Erbach
- ab 1871: Deutsches Reich,[Anm. 5] Großherzogtum Hessen, Provinz Starkenburg, Kreis Erbach
- ab 1918: Deutsches Reich, Volksstaat Hessen,[Anm. 6] Provinz Starkenburg, Kreis Erbach
- ab 1938: Deutsches Reich, Volksstaat Hessen, Landkreis Erbach[14][Anm. 7]
- ab 1945: Amerikanische Besatzungszone,[Anm. 8] Groß-Hessen, Regierungsbezirk Darmstadt, Kreis Erbach
- ab 1946: Amerikanische Besatzungszone, Hessen, Regierungsbezirk Darmstadt, Landkreis Erbach
- ab 1949: Bundesrepublik Deutschland, Hessen, Regierungsbezirk Darmstadt, Landkreis Erbach
- ab 1972: Bundesrepublik Deutschland, Hessen, Regierungsbezirk Darmstadt, Odenwaldkreis, Stadt Michelstadt[Anm. 9]

### Bergbau
Rehbach war ein Standort für Bergbau und Hüttenwesen. Seit 1576 gibt es hier Zeugnisse für einen gräflich-erbachischen Hochofen. Der Ofen verarbeitete Erze aus Momart und Mossau. Bereits zwei Jahre später wurde der Ofen nach Zell verlegt, womit wahrscheinlich der Untere Hammer in Michelstadt gemeint ist. In Rehbach gefundene Schlacken (zahlreich u. a. in den Kellerwiesen) weisen einen hohen Mangangehalt von 8 % auf, was für eine frühe Datierung spricht. Nach 1578 ist keine Erzverhüttung mehr nachweisbar. Grundmauern von Gebäuden im Dorfsee dürften damit älter als 1578 sein. Für den Erzabbau wurden viele kleine Seen ausgehoben, um das Erz zu waschen. Dazu gehören unter anderem der Dorfsee, der Schafsee und der Rohrsee. Aufgrund des Mangangehalts wurden die Schlackehalden im Ersten Weltkrieg abgefahren.

## Bevölkerung
Durch den Dreißigjährigen Krieg sowie durch Seuchen wurde Rehbach im 17. Jahrhundert fast vollständig entvölkert. 1701 lebten nur noch 13 Personen in zwei Anwesen.

### Einwohnerstruktur 2011
Nach den Erhebungen des Zensus 2011 lebten am Stichtag dem 9. Mai 2011 in Rehbach 570 Einwohner. Darunter waren 9 (1,6 %) Ausländer. Nach dem Lebensalter waren 129 Einwohner unter 18 Jahren, 237 zwischen 18 und 49, 117 zwischen 50 und 64 und 87 Einwohner waren älter. Die Einwohner lebten in 201 Haushalten. Davon waren 48 Singlehaushalte, 54 Paare ohne Kinder und 81 Paare mit Kindern, sowie 12 Alleinerziehende und 9 Wohngemeinschaften. In nnn Haushalten lebten ausschließlich Senioren und in nnn Haushaltungen lebten keine Senioren.

### Einwohnerentwicklung
| Quelle: Historisches Ortslexikon |                                                                    |
| • 1623:                          | 19 Häuser mit 90 Einwohnern                                        |
| • 1650:                          | ausgestorben                                                       |
| • 1961:                          | 180 evangelische (= 68,18 %), 79 katholische (= 29,92 %) Einwohner |

| Rehbach: Einwohnerzahlen von 1834 bis 2024 | Rehbach: Einwohnerzahlen von 1834 bis 2024 | Rehbach: Einwohnerzahlen von 1834 bis 2024 | Rehbach: Einwohnerzahlen von 1834 bis 2024 | Rehbach: Einwohnerzahlen von 1834 bis 2024 |
| --- | ------------------------------------------ | ------------------------------------------ | ------------------------------------------ | ------------------------------------------ |
| Jahr |                                            |                                            |                                            | Einwohner                                  |
| 1834 | 1834                                       |                                            | 190                                        | 190                                        |
| 1840 | 1840                                       |                                            | 171                                        | 171                                        |
| 1846 | 1846                                       |                                            | 191                                        | 191                                        |
| 1852 | 1852                                       |                                            | 194                                        | 194                                        |
| 1858 | 1858                                       |                                            | 189                                        | 189                                        |
| 1864 | 1864                                       |                                            | 186                                        | 186                                        |
| 1871 | 1871                                       |                                            | 221                                        | 221                                        |
| 1875 | 1875                                       |                                            | 246                                        | 246                                        |
| 1885 | 1885                                       |                                            | 240                                        | 240                                        |
| 1895 | 1895                                       |                                            | 222                                        | 222                                        |
| 1905 | 1905                                       |                                            | 247                                        | 247                                        |
| 1910 | 1910                                       |                                            | 261                                        | 261                                        |
| 1925 | 1925                                       |                                            | 269                                        | 269                                        |
| 1939 | 1939                                       |                                            | 259                                        | 259                                        |
| 1946 | 1946                                       |                                            | 369                                        | 369                                        |
| 1950 | 1950                                       |                                            | 347                                        | 347                                        |
| 1956 | 1956                                       |                                            | 289                                        | 289                                        |
| 1961 | 1961                                       |                                            | 264                                        | 264                                        |
| 1967 | 1967                                       |                                            | 271                                        | 271                                        |
| 1970 | 1970                                       |                                            | 303                                        | 303                                        |
| 1980 | 1980                                       |                                            | ?                                          | ?                                          |
| 1990 | 1990                                       |                                            | ?                                          | ?                                          |
| 2000 | 2000                                       |                                            | ?                                          | ?                                          |
| 2011 | 2011                                       |                                            | 570                                        | 570                                        |
| 2016 | 2016                                       |                                            | 593                                        | 593                                        |
| 2019 | 2019                                       |                                            | 573                                        | 573                                        |
| 2024 | 2024                                       |                                            | 559                                        | 559                                        |
| Datenquelle: Historisches Gemeindeverzeichnis für Hessen: Die Bevölkerung der Gemeinden 1834 bis 1967. Wiesbaden: Hessisches Statistisches Landesamt, 1968. Weitere Quellen: LAGIS; Stadt Michelstadt; Zensus 2011 |                                            |                                            |                                            |                                            |

## Politik
Ortsbeirat
Für Rehbach besteht ein Ortsbezirk (Gebiete der ehemaligen Gemeinde Rehbach) mit Ortsbeirat und Ortsvorsteher, nach Maßgabe der §§ 81 und 82 HGO und des Kommunalwahlgesetzes in der jeweils gültigen Fassung gebildet. Der Ortsbeirat besteht aus fünf Mitgliedern. Bei den Kommunalwahlen in Hessen 2021 betrug die Wahlbeteiligung zum Ortsbeirat Rehbach 64,32 %. Alle Kandidaten gehörten der Freien Liste Rehbach an. Der Ortsbeirat wählte Bernd Keller zum Ortsvorsteher.

## Kultur
In der Ortsmitte stehen die alte Schule und die ehemals gräflich-fürstenauische Oberförsterei, flankiert vom Hohenloher Hof und der durch Zusammenlegung mehrerer Huben als gräflich-erbachisches Erbpachtgut entstandene Hofanlage in der Nibelungenstraße, die beide zu den größten Hofreiten des gesamten Kreisgebiets zählen.
In Rehbach wurden als Söhne eines Schreiners und Landwirts der Mathematiker Jakob Horn (1867–1946) und der Anglist Wilhelm Horn (1876–1952) geboren.
Kulturdenkmäler
In der Liste der Kulturdenkmäler in Michelstadt sind für Rehbach acht Kulturdenkmäler aufgeführt.
In der Gemarkung Rehbach befand sich die ehemalige ESOC-Bodenstation Michelstadt für den Wettersatelliten Meteosat, von der noch Gebäude und eine Parabolantenne erhalten sind.

## Natur und Schutzgebiete

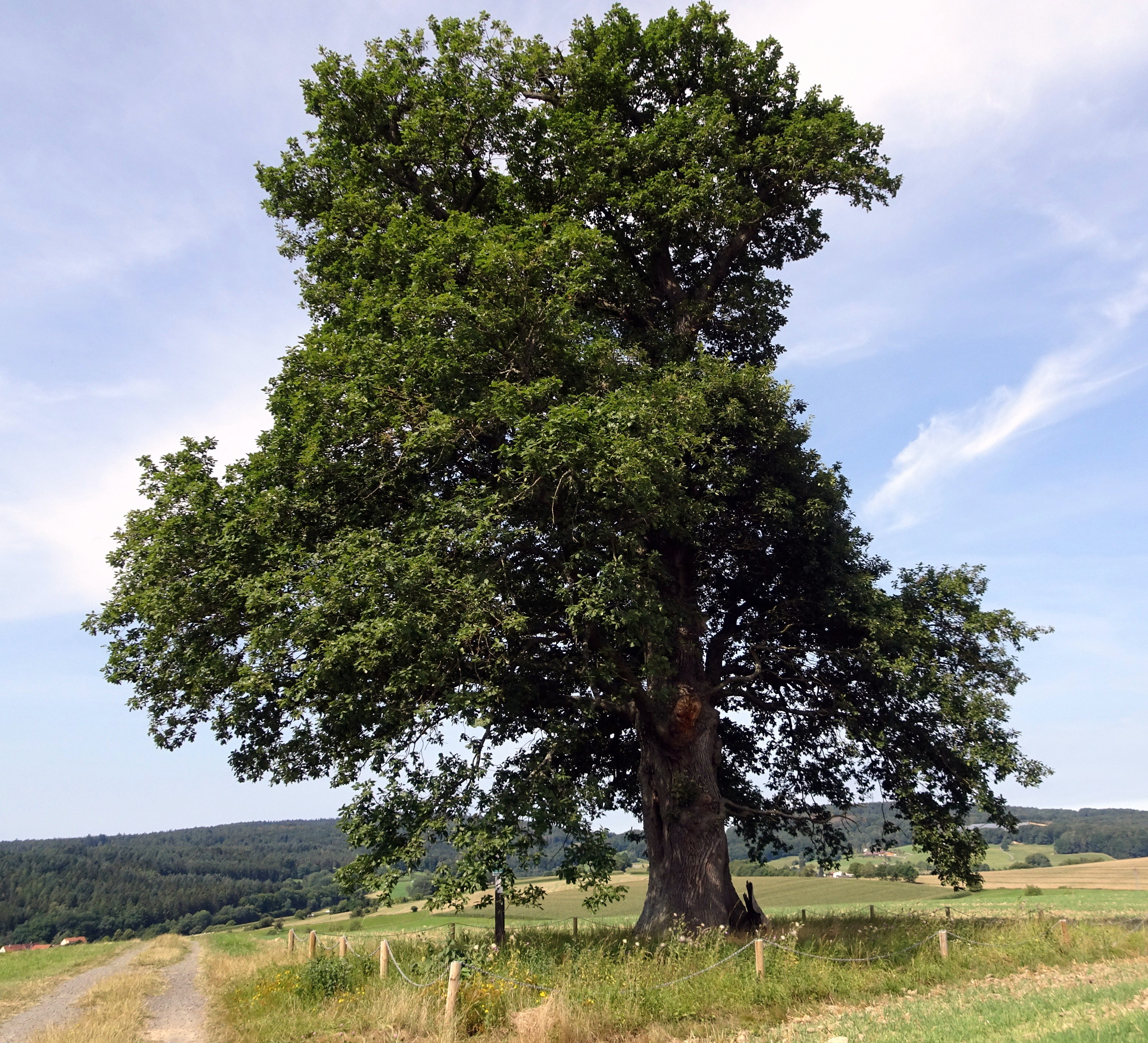
Naturdenkmal Russeneiche (2021)

Die Feuchtbiotope am  „Rohrsee von Rehbach“ sind als Naturschutzgebiet ausgewiesen. Außerdem sind mehrere bemerkenswerte Einzelbäume als Naturdenkmale geschützt, darunter die Russeneiche und zwei Eichen im Jägersgrund. 

## Verkehr
Rehbach liegt an der Bundesstraße 47, der Nibelungenstraße, die von Worms, Bensheim und Lindenfels im Westen über die Spreng nach Rehbach und weiter zur benachbarten Kernstadt Michelstadt im Osten führt.